# Brestovac (Bor)
Pour les articles homonymes, voir Brestovac.
Brestovac (en serbe cyrillique : Брестовац) est une localité de Serbie située dans la municipalité de Bor, district de Bor. Au recensement de 2011, elle comptait 2 640 habitants.
Brestovac est officiellement classé parmi les villages de Serbie.

## Démographie

### Évolution historique de la population
| 1948  | 1953  | 1961  | 1971  | 1981  | 1991  | 2002  | 2011  |
| ----- | ----- | ----- | ----- | ----- | ----- | ----- | ----- |
| 2 051 | 2 120 | 2 350 | 2 201 | 2 121 | 3 140 | 2 950 | 2 640 |

|  |